# Гольденберг, Михаил Леонидович
Михаил Леонидович Гольденбе́рг (род. 1953) — российский историк, педагог, директор Национального музея Республики Карелия.

## Биография
Детство прошло в карельской глубинке на границе с Финляндией (местечко Хухоямяки), затем в Сортавале, где служил его отец.
С 1966 года в Петрозаводске, где окончил школу № 6. В 1975 году окончил историко-филологический факультет Петрозаводского госуниверситета.
Работал учителем истории в школах Петрозаводска, директором школы № 30, в Карельском институте усовершенствования учителей, преподавал в Карельском государственном пединституте, доцент.
Стажировался в Институте исследований Холокоста (Иерусалим).
С декабря 2005 года — директор Национального музея Республики Карелия.
В 2006 году стажировался в Южно-Калифорнийском университете (Лос-Анджелес) в архиве свидетельств жертв Холокоста (архив Стивена Спилберга).
Член Союза журналистов России.

## Сочинения
Михаил Леонидович является автором учебных пособий, книг и многочисленных публикаций в сборниках и периодической печати.

## Награды и звания
- Заслуженный работник образования Республики Карелия (1995)
- Лауреат года Республики Карелия (2010)
- Благодарность Президента Российской Федерации (2014)[2]
- Медаль «За заслуги перед Республикой Карелией» (2021)[3][4]
- Заслуженный работник культуры Республики Карелия (2023)
- Почётный гражданин Петрозаводска (2023)[5]
- Медаль Гавриила Державина (ведомственная награда Министерства юстиции Российской Федерации) (2023)[6]
- Премия фонда имени Д. С. Лихачёва (2024).

## Семья
Отец — Леонид Львович Гольденберг, офицер, танкист, позже начальник Дома офицеров в Петрозаводске. Мать — Анна Исааковна (дев. Сандлер), работала библиотекарем.
Супруга — Сокольская Алла Семёновна, преподаватель французского языка. Дочь, сын.